# 方城黄帝庙
方城黄帝庙位于山西省临汾市曲沃县曲村镇方城村东门外。

## 概况
方城黄帝庙的北殿和耳殿始建于元代，明弘治十四年，清康熙年间、光绪年间，2016年均有重修。黄帝庙面阔三间，进深两间，单檐悬山顶。大殿正中间的额枋用材弯曲，不加修整即用， 殿内也采用了减柱法，空间十分宽敞，只看到后槽两根木柱，可以想见过去殿内曾供奉多位神仙，山墙上也有彩绘壁画等，这些做法都符合元代建筑风格。北殿设钟楼，还有献殿三间，建于康熙年间。抗日战争期间，日本人曾经有意拆毁献殿以获取木柴取暖，本村村民张庭梧勇于与日本人周旋，被日本人皮鞭抽打至后背流血而不放弃。后来日本人拆毁村里鼓楼，黄帝庙献殿得以保留，不幸七十年代献殿被村委拆卖，终仍不保。南面是始建于明代，康熙年间重修的硬山顶的高大戏台，戏台收录《蒲州梆子志》，舞台中间有匾额“宣韶奏假”四字石刻。 两侧呈东西对称，有东西厢房，分别是东边送子娘娘殿，西边阎王殿，东边靠北三间厢房六十年代塌毁。东西三间配殿，分别是东边关公殿，重修于清康熙年间，西边重修于清道光年间，改为财神殿。西侧殿有壁画八幅，除人物画外，有独角兽龙，麒麟、老虎、凤凰、山水等。厢房与配殿之间东西各有一间小殿，分别是东边土地殿，西边火神殿。 插檐廊坊和木牌楼均不存。东西偏门和山门也在集体年代被村委拆除。庙南原有荷花池，荷花池南有古塔一座被村委拆除。 

## 文物保护
1987年8月，方城黄帝庙公布为曲沃县文物保护单位。2021年8月4日，方城黄帝庙公布为第六批山西省文物保护单位。近年来曲沃文物主管部门有重修戏台和其他殿的计划。最新更新：东殿关公殿，西殿财神殿已经维修完毕。南面戏台，东西两小殿土地殿，火神殿，西面厢房阎王殿均整修完毕，根据山西文物管理局批准的规划，接下来的三期修复工程将整修东面厢房送子娘娘殿，庙内台阶，部分大院围墙，已经重修山门，东西偏门。